# 吉恩·克洛特斯
吉恩·克洛特斯（法語：Jean Clottes，1933年9月8日—）是一名法國考古學家。他於1933年出生於埃斯佩拉扎，1959年開始研究考古學，當時他正在高中任教。他最初專注於新石器時代的石棚，這是他1975年在圖盧茲大學博士論文的主題。1971年，他被任命為南部-庇里牛斯的史前古物總監，之後他開始研究史前石洞壁畫，以履行該職位的職責。在接下來的幾年裡，他領導了該地區一系列史前遺址的發掘工作。1992年，他被任命為法國文化部考古總督察；1993年，他被任命為法國文化部史前岩畫科學顧問。他於1999年正式退休，但仍對該領域有積極的貢獻。
迄今為止，他已撰寫了300多篇科學論文，總共編輯、合編、撰寫或合著了20多本書。他曾獲得法國政府頒發的多項榮譽，也曾獲得撒哈拉沙漠的藍色圖阿雷格人頒發的多項榮譽，該族人於2007年將他封為榮譽圖阿雷格人。

## 重大史前遺址發現
克洛特斯在研究迄今為止發現的兩個最著名的史前彩繪洞穴方面發揮了領導作用：1985年在馬賽附近海岸的懸崖上發現的水下科斯凱洞穴，以及1994年發現的壯觀的肖維岩洞。放射性碳定結果顯示，肖維岩洞的繪畫距今約30,000-32,000年，比目前已知次古老的洞穴繪畫還要早2,000多年。肖維岩洞的繪畫美輪美奐，而且往往非常精緻，這些繪畫的發現對於認為藝術史是一個「進步」的故事的理論是一個打擊。

## 史前薩滿教理論
克洛特斯對史前史研究最廣為人知的一些貢獻，並不是以實地研究的形式出現，而是他努力就史前石洞壁畫創作的心理與社會背景提出一套可信的理論。1994年，他與南非人類學家大衛·劉易斯-威廉姆斯攜手合作，根據已知與薩滿恍惚相關的神經心理現象來研究史前藝術。他們共同得出的結論是，有充分的理由相信大部分史前藝術實際上是在薩滿巫術實踐的背景下產生的。1996年，他們在《史前的巫師：彩繪洞穴中的恍惚與魔法》（Les Chamanes de la Préhistoire: Transe et Magie dans les Grottes Ornées）一書中發表了他們的研究結果。
這本書受到其他一些研究者的猛烈批評，有些人的反對是源於不願意使用現代人種學或心理學的觀察作為推測史前藝術涵義的基礎，在此之前，20世紀初曾有過笨拙的嘗試。其他專家則認為這些想法很有說服力，並認為學術內鬥或嫉妒可能在批評中扮演了一定的角色。為了回應他們的批評，克洛特斯和劉易斯-威廉姆斯於2001年出版了他們著作的擴充版本。劉易斯-威廉姆斯後來在自己的著作《洞穴中的心靈》（The Mind in the Cave）及其續集《進入新石器時代的心靈》（Inside the Neolithic Mind，與大衛·皮爾斯合著）中更完整地發展了他們的論點。

## 著作
- Clottes, Jean. . 由Martin, Oliver Y.; Martin, Robert D.翻译. University of Chicago Press. 2016. ISBN 978-0-226-26663-3. LCCN 2015029149. doi:10.7208/chicago/9780226188065.001.0001.
- Clottes, Jean. . J. David Lewis-Williams, Maria Angels Petit Mendizábal 1a. ed. en esta presentación. Barcelona: Ariel. 2010. ISBN 978-84-344-6944-0. OCLC 758100934.
- Chauvet Cave: The Art of Earliest Times. University of Utah Press, 2003.